# Lista de formatos de ficheiros de fontes
Esta é uma lista de formatos / extensões de ficheiros de fontes
Para consultar a arquitectura de formatos, ver OpenType, TrueType, PostScript, FreeType
| Extensão | Nome                            | Descrição                                                                                       |
| -------- | ------------------------------- | ----------------------------------------------------------------------------------------------- |
| abf      | Adobe Binary Screen Font        |                                                                                                 |
| afm      | Adobe PostScript Font Metrics   | normalmente usado em ambiente UNIX                                                              |
| bco      |                                 |                                                                                                 |
| bdf      | Bitmap Distribution Format      | formato de fonte bitmap da Adobe Systems                                                        |
| bez      |                                 |                                                                                                 |
| cfn      | Calamus Font Notation           | formato utilizado pelo programa Calamus                                                         |
| chr      |                                 |                                                                                                 |
| dfont    | Data Fork Font                  | fonte do Mac OS X                                                                               |
| dwf      |                                 |                                                                                                 |
| e24      |                                 | utilizada em ambiente Atari                                                                     |
| eot      | Embedded OpenType               | fonte OpenType embebida                                                                         |
| fli      |                                 |                                                                                                 |
| fon      |                                 | fonte bitmap                                                                                    |
| fot      |                                 |                                                                                                 |
| fnt      |                                 |                                                                                                 |
| gf       | Generic Font                    |                                                                                                 |
| inf      | Adobe PostScript Information    | este ficheiro, em conjunto com um ficheiro AFM da mesma fonte, é possível criar um ficheiro PFM |
| L30      |                                 | utilizada em ambiente Atari                                                                     |
| mf       |                                 |                                                                                                 |
| mgf      |                                 | fonte MicroGrafx                                                                                |
| mmm      | Adobe PostScript MultipleMaster | armazena dados da fonte para criação de outras personalizadas                                   |
| odt      |                                 | fonte do OpenOffice.org (formato texto)                                                         |
| otf      | OpenType Font                   | fonte OpenType                                                                                  |
| otl      |                                 | utilizada em ambiente Atari                                                                     |
| p9       |                                 | utilizada em ambiente Atari                                                                     |
| p24      |                                 | utilizada em ambiente Atari                                                                     |
| pcf      | Portable Compiled Font          |                                                                                                 |
| pfa      | Adobe PostScript Font ASCII     | fonte numa codificação de texto, para uso em impressoras PostScript e ambientes UNIX            |
| pfb      | Adobe PostScript Font Binary    | armazena apenas o desenho da fonte                                                              |
| pfm      | Adobe PostScript Font Metrics   | armazena apenas as métricas/espaçamento entre letras da fonte                                   |
| pk       | TeX Packed                      |                                                                                                 |
| pl       | TeX Property List               |                                                                                                 |
| ps       |                                 |                                                                                                 |
| psf      |                                 |                                                                                                 |
| pso      |                                 |                                                                                                 |
| pxl      | TeX Pixel                       |                                                                                                 |
| qfm      |                                 | utilizada em ambiente Atari                                                                     |
| sfl      |                                 |                                                                                                 |
| sfp      |                                 |                                                                                                 |
| sfs      |                                 |                                                                                                 |
| snf      | Server Normal Format            |                                                                                                 |
| spd      |                                 |                                                                                                 |
| suit     | Font Suitcase                   | ficheiro de fontes do Mac OS, utilizadas nas versões anteriores ao Mac OS X                     |
| tdf      |                                 |                                                                                                 |
| tfm      | TeX Font Metric                 |                                                                                                 |
| ttc      | TrueType Collection             | fonte TrueType                                                                                  |
| ttf      | TrueType Font                   | fonte TrueType                                                                                  |
| vf       | TeX Virtual Font                |                                                                                                 |
| vpl      | TeX Virtual Font Property List  |                                                                                                 |